# مالک بن کیدر
مالک بن کیدر (عربی: مالك بن كيدر؛ – ۱ ژانویهٔ ۰۸۴۸) فرمانروای مصر در دوران خلافت عباسی بود. وی از تبار سغدی‌ها بوده است.